# Mitella furusei
Mitella furusei är en stenbräckeväxtart som beskrevs av Jisaburo Ohwi. Mitella furusei ingår i släktet Mitella och familjen stenbräckeväxter. Utöver nominatformen finns också underarten M. f. subramosa.